# Ненад Василић
Ненад Василић (Ниш, 8. мај 1975) српски је контрабасиста и композитор.

## Биографија
Ненад Василић је почео да свира клавир са 5 година а са 12 је већ добио своју прву бас гитару. Са 15 уписује средњу музичку школу у Нишу а са 19 наставља своје даље музичко образовање на Џез академији у Грацу, у Аустрији, на одсеку за контрабас и бас гитару. 1999. године Ненад продуцира свој први албум под називом "Југобасија" и наставља током наредних година да продуцира низ успешних албума као бенд лидер, контрабасиста и композитор.
.
У својој каријери сарађивао је са многим признатим како страним тако и домаћим уметницима као што су: Марк Марфи, Шејла Џордан, Ричи Беирах, Петар Ралчев, Влатко Стефановски, Волфганг Пушниг, Бојан Зулфикарпашић, Џон Холенбек, Мартин Лубенов, Стјепко Гут, Биља Крстић, Тамара Обровац, Лори Антониоли,Amira Medunjanin и многи други. 

## Дискографија
- Nenad Vasilic Solo Live (Galileo) 2024
- Nenad Vasilic "Bass & Strings" (Galileo) 2023
- Nenad Vasilic Trio Live (Galileo) 2022
- Nenad Vasilic "Vol.1" (Galileo) 2020
- Nenad Vasilic "Bass Room" (Galileo) 2019
- Nenad Vasilić "Live in Theater Akzent" (Galileo) 2017[тражи се извор]
- Nenad Vasilic "Wet Paint" (Galileo) 2016[14]
- Nenad Vasilic "The Art of the Balkan Bass" ( Galileo) 2015[15]
- Nenad Vasilić "Seven" (Galileo 2012) [16]
- Nenad Vasilic "Just Fly" ( Extraplatte ) 2010[17]
- Nenad Vasilić & Armend Xhaferi "Beyond the Another Sky" (Extraplatte ) 2001/2008[18]
- Nenad Vasilić "Honey & Blood" (Connecting Cultures ) 2006[19]
- Nenad Vasilić Balkan Band Live in ORF (ORF (broadcaster)) 2004[20]
- Nenad Vasilić Balkan Band "Joe Jack" ( Nabel Records) 2003[21]
- Nenad Vasilić Balkan Band "Folk Songs" ( origin records , Extraplatte ) 2001[22]
- Nenad Vasilić "Yugobassia" 1999[23]

## Остала дискографија
- Bilja Krstic "Svod" (ARC Music) 2017
- Amira Medunjanin "Silk and Stone" (Harmonia Mundi) 2014
- Nataša Mirković & Nenad Vasilić "Soulmotion" (Gallileo) 2011
- Amira Medunjanin "Amulette" (Harmonia Mundi) 2010
- Martin Lubenov "Veselina" (Connecting Culture) 2010
- Martin Lubenov Orchestra "Dui Droma" (Connecting Culture) 2007
- Laurie Antonioli feat Nenad Vasilić "Foreign Affair" (Nabel Records) 2005